# Plebicula interjecta
Plebicula interjecta är en fjärilsart som beskrevs av Ruggero Verity 1919. Plebicula interjecta ingår i släktet Plebicula och familjen juvelvingar. Inga underarter finns listade i Catalogue of Life.